# Longitarsus frontosus
Longitarsus frontosus es una especie de insecto coleóptero de la familia Chrysomelidae. Fue descrita científicamente en 1947 por Normand.